# Floriana Jucan
Floriana Jucan (n. 1 decembrie 1974, București) este jurnalist român, CEO și acționar principal al revistei Q Magazine.

### Interviu
- Floriana Jucan: Cel mai important barbat in viata unei femei nu este primul, ci ultimul, 17 iunie 2011, Alice Nastase Buciuta; Fotografii: Adrian Stoicoviciu, Revista Tango